# 청간정
청간정(淸澗亭)은 대한민국 강원특별자치도 고성군 토성면에 있는 정자이다. 1971년 12월 16일 강원특별자치도 유형문화재 제32호로 지정되었다.

## 개요
창건연대나 창건자는 미상이다. 산록에 위치하여 성악산 골짜기에서 흘러내리는 청간천과 만경청파가 넘실거리는 기암절벽 위에 팔각지붕의 중층누정으로 아담하게 세워져 있다. 관동팔경 중 수일경으로 손꼽힌다. 조선조 중종 15년(1502)에 간성군수 최청이 중수한 기록으로 보아 정자의 건립은 그 이전으로 추측된다. 1884년 갑신정변에 소실되었다가 1928년 재건하였고, 1980년 정자를 완전 해체 복원하였다. 청간정의 현판은 이조 현종 때 우암 송시열이 좌상으로 재직시 이곳에 들러 친필로 썼고, 그 후 1953년 고 이승만 대통령이 친필로 쓴 현판이 현재까지 걸려 있다.

## 같이 보기
- 관동팔경
- 송시열
- 이승만

## 갤러리

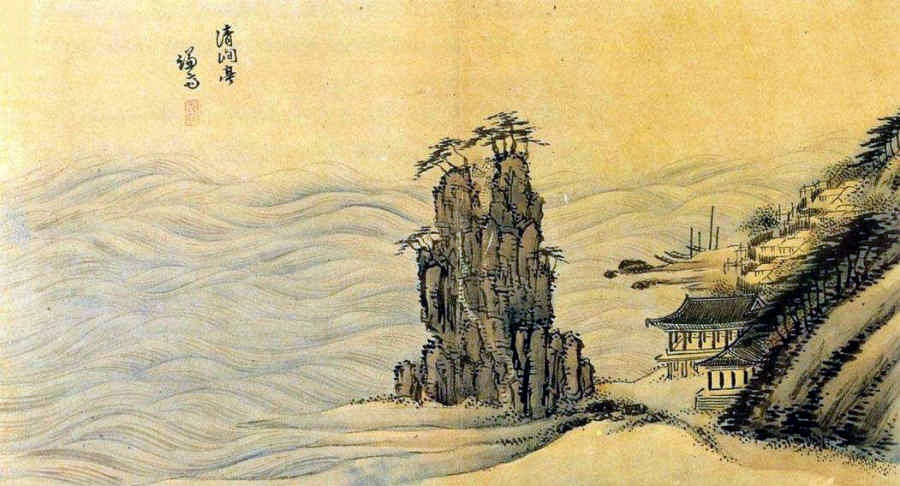
정선이 그린 청간정

## 참고자료
- 청간정 - 국가유산청 국가유산포털